# آرثر زيميك
آرثر زيميك (بالإنجليزية: Arthur Zimek)‏ وهو أستاذ في تنقيب البيانات وعلم البيانات وتعلم الآلة في جامعة جنوب الدنمارك في أودنسه، الدنمارك.
تخرج من جامعة لودفيغ ماكسيميليان في ميونخ، ألمانيا حيث عمل مع البروفيسور هانز بيتر كريغل. حازت أطروحته «الترابط العنقودي» على «جائزة SIGKDD لرسالة الدكتوراة لعام 2009» الثانية من قبل رابطة مكائن الحوسبة.
وهو معروف جيدا بعمله على الكشف المبكر والتجميع القائم  على الكثافة والتحليل العنقودي ولعنة البعدية.
وهو أحد المؤسسين والمطورين الرئيسيين لإطار التعدين المفتوح المصدر لبيانات ELKI.

## وصلات خارجية
- University homepage
- Publications in the الببليوغرافيا الرقمية ومشروع المكتبة
- Google Scholar profile